# Musculium securis
Musculium securis är en musselart som först beskrevs av Cecil Thomas Prime 1852.  Musculium securis ingår i släktet Musculium och familjen ärtmusslor. Inga underarter finns listade i Catalogue of Life.